# Hymn Kraju Basków
Hymn Kraju Basków – został przyjęty w roku 1983 i był używany także w latach 1905–1939. Melodia hymnu wywodzi się od baskijskiego tańca ezpata-dantza, do której drobne poprawki poczynił Cleto Zabala.
W latach 1905–1939 były przyjęte także oficjalne słowa, których autorem był Sabino Arana. Jednak w roku 1983 został przyjęty bez tekstu.

## Oryginalne słowa baskijskie w latach1905–1939
Gora ta Gora Euskadi
Aintza ta Aintza
Bere Goiko Jaun Onari
Areitz bat Bizkaian da
Zar, sendo, zindo
Bera ta bera lagia lakua,
Areitz Gainean dogu
Gurutza deuna
Beti geure Goiburu
Abestu Gora Euskadi
Aintza ta aintza
Bere goiko jaun onari